# Kenneth Frampton
Kenneth Frampton (Woking, 30 novembre 1930) è uno storico dell'architettura e teorico dell'architettura britannico.
È considerato il principale teorico del Regionalismo critico.

## Biografia
Dopo essere stato docente presso la Princeton University nel periodo 1966-1971 e alla Bartlett School of Architecture a Londra, dal 1972 ha insegnato alla Columbia University a New York. Sempre nello stesso anno è diventato membro dell'Institute for Architecture and Urban Studies di New York (insieme a Peter Eisenman, Manfredo Tafuri e Rem Koolhaas) e un co-editore e fondatore della rivista Oppositions.
Il suo Storia dell'architettura moderna (Zanichelli, 1982) , pubblicato originariamente nel 1980, è tra i suoi più importanti contributi per la storiografia moderna. Nel 2002 è stato pubblicato Labour, Work and Architecture, contenente alcuni articoli scritti da Frampton in trentacinque anni di studi. Nel 2018, è stato insignito del Leone d'Oro alla carriera presso la sede della Biennale in Ca' Giustinian a Venezia.

## Opere
- 1982 - Storia dell'architettura moderna (Zanichelli), Bologna
- 1984 - Bohigas, Martorell, Machay. 30 anni di a	Bohigas, Martorell, Machay. 30 anni di architettura 1954-1984 (Mondadori Electa)
- 1999 - Alvaro Siza. Tutte le opere (Mondadori Electa)
- 2002 - Steven Holl architetto (Mondadori Electa)
- 2002 - Capolavori dell'architettura americana. La casa del XX secolo (Rizzoli)
- 2003 - Richard Meier (Mondadori Electa)